# Б'єрк
Бьорк Квюдмюндсдоуттір (ісл. Björk Guðmundsdóttir, іноді Б'єрк або Бйоркісл. вимова: [pjœr̥k ˈkvʏðmʏntsˌtouʰtɪr̥] ( прослухати); нар. 21 листопада 1965, Рейк'явік) — ісландська співачка, музикантка, композиторка та авторка пісень, діджейка та акторка. Номінантка 16 нагород «Греммі», нагороди Кіноакадемії «Оскар», двох нагород «Золотого Глобуса» та Премії Європейської кіноакадемії (European Film Awards).
Відома експресивним вокалом та інтересом до різних стилів музики. Сингли Б'єрк «It's oh so quiet», «Army of Me» та «Hyperballad» побували в британській Топ-10. Лейблом «One Little Indian» у 2003 році продано 15 мільйонів альбомів по всьому світу. Б'єрк посіла 36 місце серед «100 найвидатніших жінок рок-н-ролу» та 8 місце серед «22-х найвидатніших голосів у музиці».
Поза музичною кар'єрою Б'єрк виконала роль жінки з проблемами зору, з якої знущаються на виробництві, у фільмі 2000 року «Танцюристка в темряві» Ларса фон Трієра, за що здобула нагороду «Найкраща акторка» на Каннському кінофестивалі 2000 року та номінацію на «Оскар» за вклад у саундтрек «Я бачила це все».
«Biophilia» Б'єрк 2011 року продавався як інтерактивний альбом із додатком із власною освітньою програмою. Б'єрк підтримує різноманітні екологічні програми.
Повномасштабна ретроспективна виставка, присвячена Б'єрк, відбулася в Нью-Йоркському музеї сучасного мистецтва 2015 року.

## Життєпис
Народилася 21 листопада 1965 року у Рейк'явіку.
Бйорк має сина (нар. 1986) і доньку (нар. 2002).

## Музична кар'єра
Музична кар'єра Бйорк розпочалася в 11 років, коли вона навчалася грі на фортепіано в початковій школі. Після шкільного виступу, на якому Бйорк виконала пісню 70-х — 80-х років англійської співачки Тіни Чарлз «I Love To Love», її вчителька відправила запис дівчини до єдиної в усій країні ісландської радіостанції «RÚV». Запис транслювався на всю Ісландію і привабив представників фірми «Fálkinn» укласти контракт із Б'єрк. Дебютний альбом співачки з однойменною назвою «Björk» був записаний, коли їй було 11 років, і вийшов в Ісландії в грудні 1977.
Проте Б'єрк рано захопилася панк-роком: вже в 14 років вона створила дівочий панк-рок-гурт «Spit and Snot» (1979). 1980 року закінчила музичну школу.
В 1981 році Б'єрк і басист Якоб Магнуссон (Jakob Magnússon) формують новий гурт — «Jam-80», що пізніше стає відомим під назвою «Tappi Tíkarrass». Невдовзі гурт випустив сингл «Bítið fast í vítið» (того ж року). Наступний альбом гурту «Miranda» вийшов у грудні 1983 року.
Згодом Б'єрк починає співпрацю з Ейнаром Ерном Бенетіктссоном (Einar Örn Benediktsson) — ісландським попспіваком і трубачем, Ейнаром Мелаксом (Einar Melax) з ісландського панк-гурту «Purrkur Pillnikk», а також з іншими музикантами з гурту «Þeyr».
Автором пісень «Isobel», «Bachelorette», «Jóga», «Oceania», «Wanderlust» є ісландський письменник Сьйоун.

### Стиль
За три десятиліття сольної кар'єри Бйорк розробила еклектичний та авангардний музичний стиль, що включає аспекти електронної, танцювальної, альтернативної танцювальної музики, трип-хопу, експериментальної музики, глітчу, джазу, альтернативного року, інструментальної та сучасної класичної музики. Музика Б'єрк постійно піддається критичному аналізу та дослідженню, оскільки її складно віднести до певної категорії в музичному жанрі. Хоча Б'єрк часто називає себе попспівачкою, її вважають «неспокійною експериментальною творчою силою».
Її альбом «Debut», який включає електронну музику, хауз, джаз та трип-хоп, був зарахований до числа перших альбомів, у якому було використано електронну музику в мейнстримній попмузиці.

### Голос
Б'єрк володіє сопрано, діапазон якого варіюється від мі малої октави до ре третьої октави. Її голос описують як «еластичний» і «сальтовий», а також хвалять за володіння джазовим стилем скет, за унікальні вокальні стилі та подачу. Наприкінці 2012 року повідомлялося, що Бйорк перенесла операцію на поліпах у голосових зв'язках.

## Дискографія
- Debut (1993)
- Post (1995)
- Homogenic (1997)
- Vespertine (2001)
- Medúlla (2004)
- Volta (2007)
- Biophilia (2011)
- Vulnicura (2015)
- Utopia (2017)
- Fossora (2022)

## Фільмографія
- Ялівець (1990)
- Танцюристка в темряві (2000)
- Drawing Restraint 9 (2005)
- Варяг (2022)